# Cattleya cernua

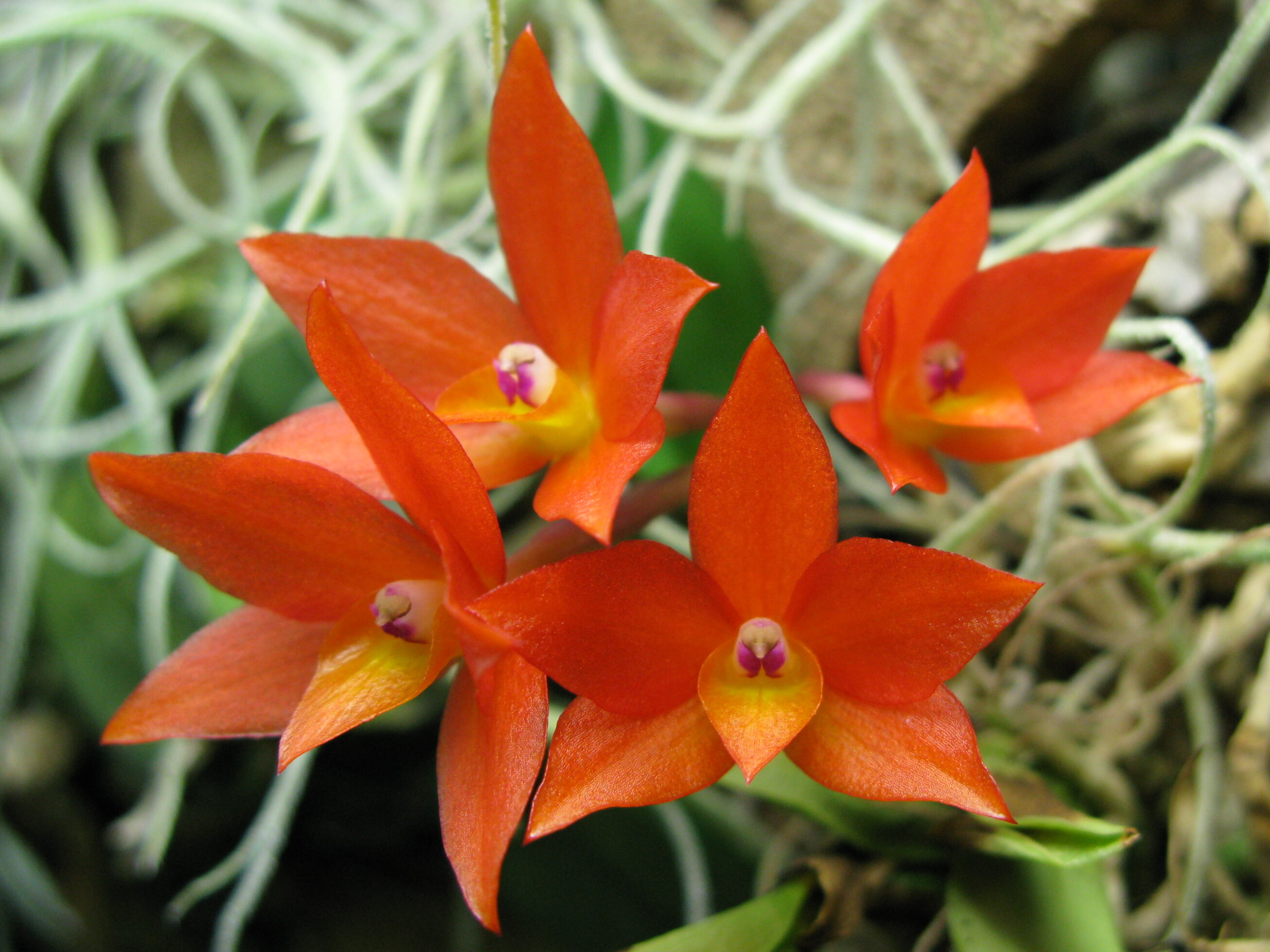

Cattleya cernua (возможные русские названия: Каттлея наклонённая, или Софронитис наклонённый) — вид многолетних травянистых растений семейства Орхидные (Orchidaceae).
Впервые найден недалеко от Рио-де-Жанейро Уильямом Харрисоном.
Вид не имеет устоявшегося русского названия. В русскоязычных источниках обычно встречается под названием Sophronitis cernua.

## Синонимы
По данным Королевских ботанических садов в Кью:
- Sophronia cernua Lindl., 1828 basionym
- Sophronitis cernua (Lindl.) Lindl., 1828
- Sophronia modesta (Lindl.) Lindl., 1828
- Sophronitis modesta Lindl., 1828
- Sophronitis hoffmannseggii Rchb. ex Hoffmanns., 1842
- Sophronitis isopetala Hoffmanns., 1842
- Sophronitis nutans Hoffmanns., 1842
- Sophronitis pterocarpa Lindl. & Paxton, 1853
- Cattleya pterocarpa Beer, 1854, pro syn.
- Sophronia pterocarpa (Lindl. & Paxton) Kuntze, 1891
- Sophronitis cernua var. albiflora Cogn., 1907
- Sophronitis cernua var. alagoensis Gomes Ferreira, 1998

## Биологическое описание
Симподиальное растение мелких размеров.
Ризома короткая.
Псевдобульбы цилиндрическо-овальные, слегка сплющенные.
Листья овальные, тёмно-зелёные, суккулентные, жёсткие.
Цветонос короткий, трёх-, реже четырёхцветковый.
Цветки морковно-красные, до 1,5—2,7 см в диаметре. Губа короче лепестков, широкояйцевидная, острая, в основании жёлтая или белая.

## Распространение, экологические особенности
Юго-восток Бразилии, Аргентина (Misiones, General Manuel Belgrano), Парагвай, Боливия, США (Missouri, Saint Louis City).
Эпифит, реже литофит.
Cattleya cernua встречается на берегу моря в Эспириту-Санту на юге штата Сан-Паулу на скалистых склонах или деревья, часто в прибрежной зоне и в мангровых лесах.
Охраняемый вид. Входит в Приложение II Конвенции CITES.

## В культуре
В культуре помимо номинальной формы выделяют 4 цветовые вариации: 
- Sophronitis cernua var. horaena — название используется в отношении растений собранных в теплых прибрежных районах. Эта разновидность называется также Sophronitis cernua var. cernua.
- Sophronitis cernua var. endsfeldzii — отличается бледно-желтыми цветками.
- Sophronitis cernua var. lowii — редкая разновидность с цветками красивого чисто-жёлтого цвета.
- Sophronitis cernua var. mineisa — отличается относительно небольшими цветками интенсивно красного цвета.

Желтые разновидности в отличие от номинальной формы более требовательны в культуре.
Температурная группа — умеренная. 
Этот вид легче адаптируется к широкому диапазону температур, чем многие другие представители бывшего рода Sophronitis.
Cattleya cernua лучше растет на блоке из коры пробкового дуба. Возможна посадка в горшок или корзинку для эпифитов с субстратом из сосновой коры средней или крупной фракции. 
 Полив регулярный, минимум 2—3 раза в неделю в течение всего вегетационного периода.
Субстрат после полива должен полностью просыхать. Для полива лучше использовать воду прошедшую очистку методом обратного осмоса.
Относительная влажность воздуха 45—70%.
Освещение: слабо фильтрованный прямой солнечный свет.
В период вегетации подкормки комплексным удобрением для орхидей в минимальной концентрации 1—3 раза в месяц. 
Цветение с октября по декабрь. Продолжительность цветения до 3 месяцев.
У коллекционеров США, цветёт в ноябре—декабре.

## Искусственныегибриды(грексы)
По данным The International Orchid Register.
- Guarisophleya Sweet Coral – Gsl. (Lc.) Chocotome Gold x Soph. cernua, Mrs.J.L.Silva (O/U), 2008
- Sophrocattleya Elaine Lowenstein – C. Hawaiian Variable x Soph. cernua, D.Lowenstein, 2006
- Sophrocattleya Walnut Valley Perfection – Sc. [Slc.] Fire Lighter x Soph. cernua, Rinke&Thompson, 2008
- Sophrolaelia Doctor Frederick Schechter – Laelia milleri x Soph. cernua, F.Schechter(F.Fordyce), 2001
- Sophrolaeliocattleya Tsiku Paradis – Slc. Bright Angel x Soph. cernua, Tsiku Taiwan Orch., 2001
- Sophrolaeliocattleya A Little Wax – Slc. Golden Wax x Soph. cernua, Rex Foster Orchids, 2006
- Sophrolaeliocattleya Yellow Warbler – Slc. Love Fresh x Soph. cernua, Hoosier (Glicenstein/Hoosier), 2004
- Sophronitis Little Sunshine – Soph. cernua x Soph. Arizona, Suwada Orch. (O/U), 2008